# The Blue Notes
The Blue Notes era un gruppo sudafricano che fondeva il jazz alla tradizionale musica kwela sudafricana. Fu fondato a Città del Capo nel 1962 dal pianista e compositore sudafricano bianco Chris McGregor (1936-1990), che mise assieme un gruppo di musicisti di colore. Fu un riuscito esperimento di coniugare le sonorità africane con il free jazz americano. Dopo il trasferimento in Europa, divennero uno dei gruppi di punta del free-jazz britannico.

## Gli inizi in Sudafrica
Affascinato dalla musica dei ghetti neri sudafricani, in particolar modo dalla kwela e dal free jazz di Cecil Taylor, McGregor formò nel 1963 The Blue Notes, un sestetto con locali musicisti di colore: il trombettista Mongezi Feza, il contrabbassista e pianista Johnny Dyani, i sassofonisti Dudu Pukwana e Nikele Moyake ed il batterista Louis Moholo.
Con il loro talento e con l'eccitante mix di musica africana e jazz che proponevano, riscossero grande successo ed ottennero il premio come miglior gruppo al festival nazionale sudafricano di jazz del 1963 che si tenne a Johannesburg. Dopo il festival, il gruppo si trattenne in città per un breve periodo suonando in club locale. Parallelamente ai Blue Notes, McGregor formò l'orchestra jazz Castle Lager Big Band, sponsorizzata da una birra locale, che incise il disco Jazz - The African Sound, a cui parteciparono alcuni dei Blue Notes.
Tornati a Città del Capo, registrarono i loro primi brani in studio alla radio nazionale South African Broadcasting Corporation. Queste registrazioni sarebbero state pubblicate nel 2002 dalla Proper Music con il titolo Township Bop. Nei primi brani facevano parte della formazione tre musicisti che uscirono subito dal gruppo lasciando il posto a Dyani, Feza e Moholo, i quali suonarono nelle restanti tracce ed entrarono così in quella che è considerata la formazione originale dei Blue Notes.
La registrazione di un concerto a Durban nel 1964 sarebbe stata pubblicata nel 1995 dalla Ogun Records nell'album Legacy: Live in South Africa 1964. Questa etichetta, che pubblicò la maggior parte degli album dei Blue Notes, fu fondata dal connazionale bianco Harry Miller, un bassista trasferitosi in Europa. Nel concerto di Durban, i Blue Notes esibirono con successo un hard bop aggressivo, offrendo un assaggio di quella che sarebbe stata la loro brillante, seppur breve carriera.
Le dure leggi dell'apartheid allora vigenti in Sudafrica proibivano a bianchi e neri di esibirsi insieme e The Blue Notes erano costretti a suonare clandestinamente. Fu questo il principale motivo che spinse la band a lasciare il paese nel 1964.

## Il trasferimento in Europa
La prima tappa fu il Jazz Festival di Antibes, nel quale si esibirono per poi rimanere in Francia per qualche tempo. Si trasferirono poi in Svizzera, dove restarono un anno spostandosi tra Zurigo e Ginevra. Nell'aprile del 1965, si stabilirono a Londra, grazie a un ingaggio per suonare nel club del jazzista Ronnie Scott. In quel periodo, l'ondata di interesse per il jazz che aveva scosso la capitale stava scemando e, visti gli scarsi introiti, i Blue Notes lasciarono Londra per andare a Copenaghen.
Dopo un breve periodo in Danimarca, ritornarono a Londra per suonare nel locale The Old Place, il vecchio club di Scott trasformato in laboratorio per artisti emergenti di jazz d'avanguardia. Qui fecero la conoscenza ed impressionarono fortemente giovani jazzisti britannici come Keith Tippett, Evan Parker, John Stevens e John Surman, i quali avrebbero in seguito riconosciuto la grande influenza che i Blue Notes ebbero su di loro.
L'arrivo di questi artisti sudafricani aprì nuovi spiragli per i jazzisti britannici, che fino a quel momento si esibivano in un jazz serioso e sperimentale o nelle orchestrine da ballo. Personaggi come Feza e Pukwana, con la loro incredibile capacità di passare con disinvoltura dal più sfrenato free jazz ad una gioiosa e divertente musica da ballo, colmarono questo gap con la loro meravigliosa township music, la musica dei ghetti sudafricani, che potevano felicemente suonare per tutta la notte.
Il loro apporto fu importante non solo dal punto di vista musicale, ma anche da quello temperamentale, con la gran gioia di vivere che trasmettevano. Si rivelarono un toccasana per la stagnante atmosfera europea e divennero oggetto di ammirazione da parte dei maggiori interpreti del jazz e della fusion di oltremanica, spazzando via i pregiudizi tipici dei londinesi verso i nuovi arrivati, ed il clima di competitività che si era instaurato.
Problemi legati allo status di rifugiati, al razzismo ed alla mancanza di ingaggi portarono però alla disgregazione progressiva del gruppo. Verso la fine del 1965, Feza tornò a Copenaghen, mentre Dyani e Moholo vennero ingaggiati da Steve Lacy per un tour sudamericano. Prima del loro ritorno, Moyake tornò in Sudafrica, dove morì di tumore nel 1966.
Gli altri componenti si riunirono a Londra, con il sassofonista Ronnie Beer al posto di Moyake, e nel 1968 registrarono il loro primo album, Very Urgent, prodotto da Joe Boyd e pubblicato quello stesso anno dalla Polydor Records a nome di 'The Chris McGregor Group'. Poco dopo, una simile formazione registrò per la Polydor Up To Earth, che verrà attribuito a 'The Chris McGregor Septet' e pubblicato però dalla Fledg'ling solo nel 2008. In questi due lavori è evidente l'evoluzione della band, il cui sound è più indirizzato al free jazz.

## Lo scioglimento dei Blue Notes e la nascita dei Brotherhood of Breath
Nel 1969 McGregor fu invitato in Nigeria per comporre con musicisti locali la colonna sonora di un film. Venne così notato dall'"Arts Council of Great Britain", un ente statale che finanzia artisti meritevoli, e grazie ai fondi che ricevette fondò la big band Brotherhood of Breath, che all'inizio prese il nome di Chris McGregor's Brotherhood of Breath.
Fondato nel 1969, il super-gruppo si stabilì a Londra e vide confluire buona parte dei componenti dei Blue Notes con personaggi di spicco del jazz britannico. Questi ultimi facevano sostanzialmente capo ad un altro ambizioso progetto jazz, quello dei Centipede di Keith Tippett. Con la costituzione dei Brotherhood of Breath, il progetto Blue Notes venne abbandonato. Solo in seguito, alcuni dei componenti si sarebbero ritrovati occasionalmente per suonare come Blue Notes.

## Dopo lo scioglimento
Il 23 dicembre del 1975, a soli 9 giorni dalla morte di Feza, The Blue Notes si riunirono per commemorarlo, dalla registrazione di questa esibizione fu realizzato il disco Blue Notes for Mongezi, pubblicato l'anno dopo dalla Ogun. La tensione emotiva e la commozione con cui gli ex compagni gli resero omaggio è particolare, e la musica si differenzia da quelle dei lavori precedenti per il forte richiamo alle comuni radici africane.
Dopo un'ottima carriera solista in Europa, Johnny Dyani morì a Berlino nel 1986. Anche per lui i superstiti di The Blue Notes si riunirono a suonare per onorarne la memoria, e da questo incontro venne realizzato l'album Blue Notes For Johnny.
Il 21 settembre 2007, il presidente sudafricano Thabo Mbeki conferì ai Blue Notes l'onorificenza nazionale dell'Ordine di Ikhamanga per i meriti acquisiti nella diffusione della musica sudafricana e per aver sfidato le tiranniche leggi razziali allo scopo di esprimere il proprio talento, divenuto famoso in tutto il mondo. Della formazione originale era sopravvissuto il solo Louis Moholo, che tuttora si esibisce.

## Discografia
- 1968 Very Urgent (come Chris McGregor Group) - Polydor 184 137
- 1975 Blue Notes for Mongezi - Ogun OGD 001/002
- 1978 In Concert Vol.1 Ogun OG 220
- 1987 Blue Notes for Johnny - Ogun OG 532
- 1995 Legacy: Live in South Africa 1964 - Ogun OGCD 007 (reg. nel 1964)
- 2002 Township Bop - Proper PRPCD 013 (reg. nel 1964)
- 2008 Up To Earth (come Chris McGregor Septet) - Fledg'ling FLED 3069  (reg. nel 1968)
- 2012 Before The Wind Changes - Ogun OGCD 037